# Bolsa (Gotemburgo)
Bolsa (em sueco: Börsen) é um edifício do século XIX em Gotemburgo, na Suécia, usado como local de representação e assembleia municipal. Está localizada no lado norte da praça Gustavo Adolfo, no centro histórico.

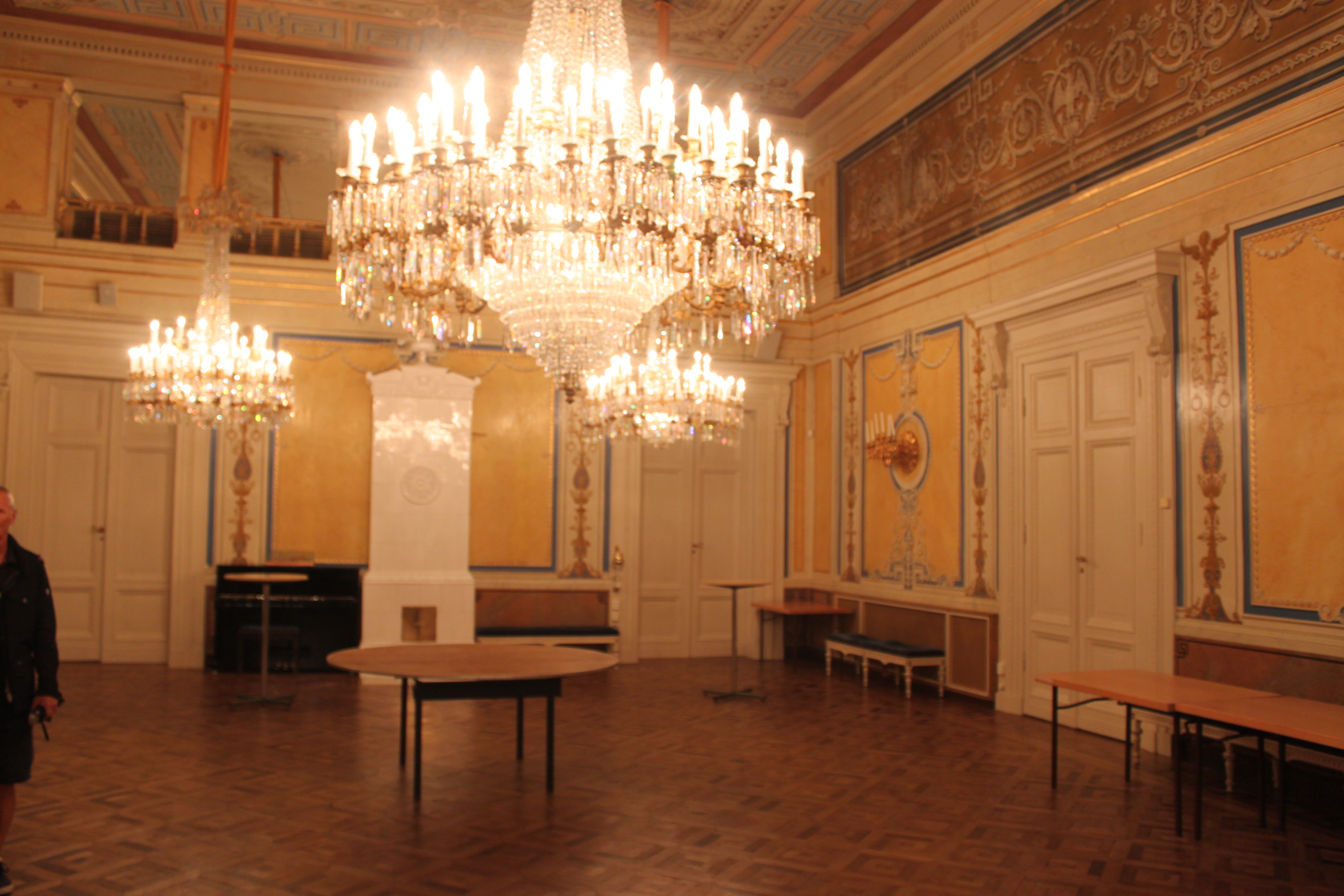
Salão de representação da Bolsa
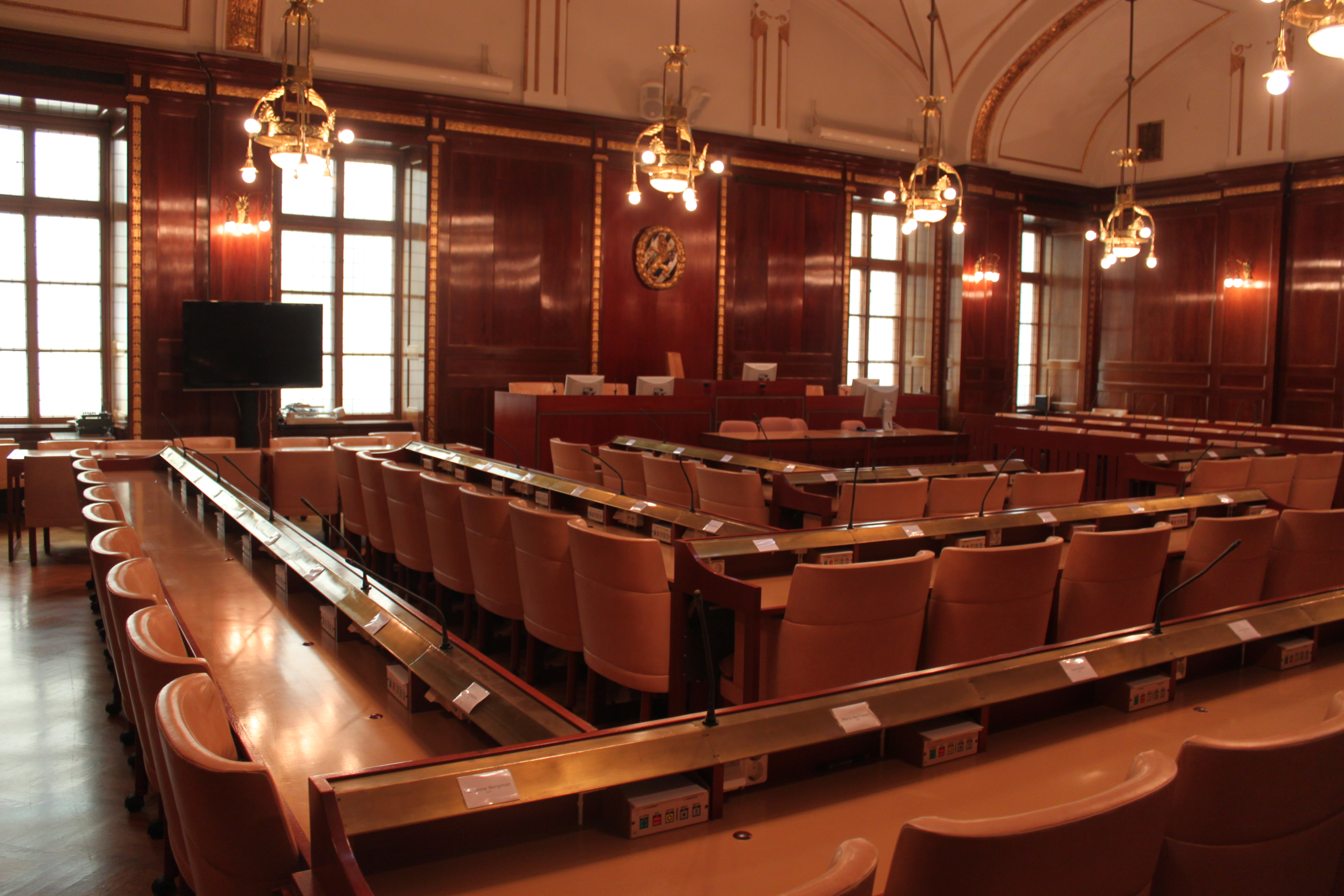
Sala da assembleia municipal de Gotemburgo
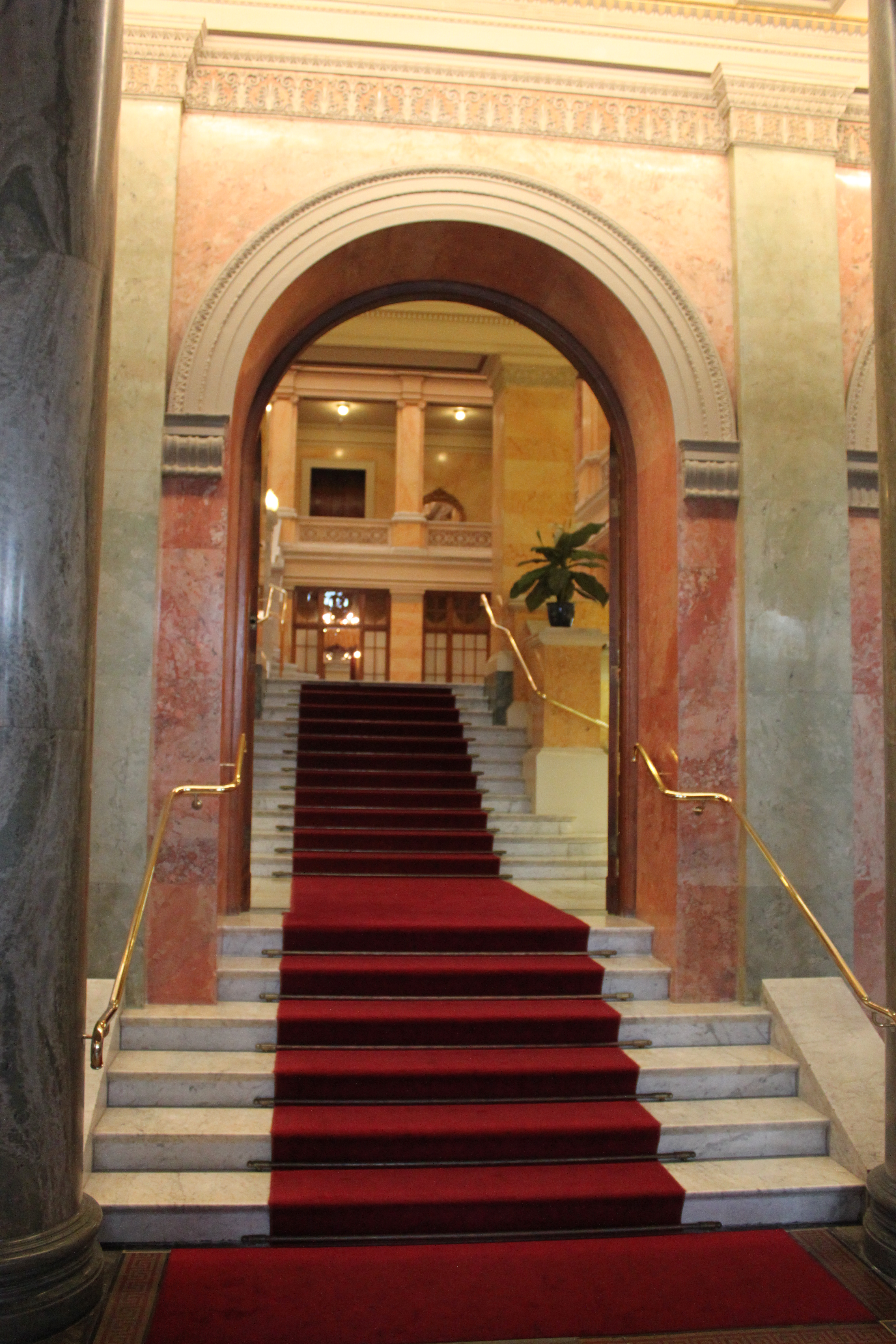
Escadaria principal